# Tret (psicologia)
Un tret en psicologia és una característica estable d'una persona que influencien la seva forma de pensar, sentir i comportar-se. La psicologia diferencial estudia com pot classificar persones segons les diferències de llurs trets. Certes teories fan servir el concepte per a fer prediccions sobre com una persona reaccionarà en diferents situacions. Un tret és una disposició comportamental pre-configurada en l'herència dels individus i gairebé immodificable, almenys en condicions normals, i es considera com una dada fixa.
Hi ha almenys dues visions diferents sobre el que són els trets. En una, els trets es construeixen com el conjunt d'hàbits, estils, interessos, etc. que caracteritzen l'individu durant períodes relativament llargs que es podria anomenar «teoria fenotípica dels trets». En l'altra, els trets es veuen com a disposicions subjacents que configuren els trets fenotípics. Aquesta teoria genotípica està representada per la «teoria dels cinc factors». La teoria dels cinc factors universals dominava la recerca a la darreria del segle xx. Nou mètodes van posar en dubte aquesta universalitat perquè la recerca ha negligit el factor cultural. No s'ha estudiat l'influencia de la societat, la cultura, els motius, els impulsos i els mecanismes d'afrontament i s'insisteix en una millor comprensió dels contextos culturals.

El nombre de trets varia segons les teories. La mesura científica d'un tret psicològic posa problemes metodològics car són elements complexes més difícils per a mesurar que, per exemple, trets físics com pes, edat o temperatura corporal. El problema metodològic és la validesa: mesurem amb l'instrument utilitzat realment el tret que volem mesurar? Els qüestionaris de proves psicomètriques són fortament relacionats amb el llenguatge. Això crea dificultats de comparabilitat. Cal demostrar que la traducció de la prova, sovint anglosaxona, mesura el mateix que la prova original. Aquest problema no existeix amb les mesures físiques. «Trets» considerats «universals», són per exemple, només universals en la cultura de la classe superior anglosaxona.

## Els tret segons diferents teories

### Gordon Allport (1897-1967)
Gordon Allport és un dels primers autors que tracta l'estudi del comportament humà a partir dels trets. La seva perspectiva d'anàlisi és ideogràfica. Per aquest, la conducta humana està formada per una sèrie de trets i disposicions amb les que respon a la necessitat de comportar-se de manera coherent amb la imatge que l'individu percep d'ell mateix.
Destaca l'aspecte de la individualitat, però alhora també incorpora una visió generalista, ja que considera essencial desenvolupar trets aplicables a tothom. No descriu lleis universals del comportament perquè la personalitat no ho és.
Allport va distingir tres categories de trets en funció de la influència que exerceix en el comportament de l'individu. Els trets dels que parla són:
- Trets cardinals: són presents en gairebé tots els comportaments.

- Trets centrals: trets que caracteritzen la personalitat.

- Trets secundaris: es tracta dels trets més superficials, es manifesten esporàdicament en el comportament.

El terme tret generava confusió, per això el va utilitzar per definir els trets comuns. En canvi, va reservar les disposicions personals per als trets individuals. Entre aquests trets estableix diferències segons la seva importància (centralitat) i amplitud quan es descriu el comportament.
Seguint la classificació de Moreno (2007), cal conèixer Allport com a representant de la taxonomia ideogràfica, i R. B. Cattell, H. J. Eysenck i J. McCrae i P. Costa, com a representants respectius de la taxonomia multidimensional, que era dominant fins al principi del segle xxi.

### Hans Eysenck (1916-1997)
Per aquest autor, el tret és la unitat d'anàlisi de la personalitat, no obstant, per poder estudiar-la, se l'ha de realitzar mitjançant una jerarquització de la conducta, és a dir, l'anàlisi de la conducta consisteix en diferenciar el diversos nivells de generalització que presenta aquesta. Començant des de la resposta específica a la situació, en el nivell bàsic, les respostes concretes es vinculen mitjançant els hàbits de conducta, passant pel hàbits que ens ajuden a descriure els trets de personalitat, fins a arribar al tipus o nivell superior mitjançant l'agrupació de trets.
Mitjançant l'anàlisi factorial, l'autor va determinar que els nombrosos trets utilitzats per descriure la personalitat humana, es poden estrènyer a tres dimensions bàsiques, cadascuna amb els seus pols oposats corresponents: Psicoticisme, Neuroticisme i Extraversió. Aquests superfactors, son mútuament independents, es repeteixen en la majoria de les personalitats. Per tant, la personalitat de cada individu quedaria definida en funció de les puntuacions en cada una de les tres dimensions amb els seus pols corresponents.

### Raymond Cattell (1905-1998)
Raymond B. Cattell és un cercador conegut d'estudis de la personalitat. Segons la seva teoria hi ha trets comuns a tots els individus a diferència d'altres autors com Allport, el qual considerava els trets com a individuals. Tanmateix, afirma que els trets són elements bàsics de l'estructura de la personalitat (a diferència de J. Eysenck) i la manera de definir aquestes característiques ha de ser mitjançant l'anàlisi factorial.
El seu punt de partida va ser el treball d'Allport i Odbert i consegüentment la seva proposta és lèxica, és a dir, considera que totes les conductes significatives i els trets més destacables per comprendre la personalitat, els podem trobar en el llenguatge natural. Així doncs, va establir el model dels setze factors per definir l'estructura de la personalitat. Cattell sosté la existència de tres menes de trets en funció del seu contingut i el seu grau d'estabilitat:
- Trets temperamentals: Tenen una gran estabilitat, Són els trets que considera com a innats que determinen la particularitat del comportament d'un individu.

- Trets aptitudinals: Fan referència a les habilitats per resoldre situacions complexes. Val a dir que mostren un elevat grau d'heretabilitat.
- Trets dinàmics: Es refereix caràcter motivacional de la conducta, de tal manera que es tracta de trets que mostren un nivell més alt de fluctuació. Es subdivideixen en dos components.
- La motivació: Intensitat dels impulsos experimentats.
- L'estat: Fa al·lusió a les condicions de l'organisme pel que fa al grau de privació dels estímuls presentats.

### McCrae i Costa (1991)
Els conceptes de tret i hàbit, en certa manera, són semblants. Ambdós consideren com disposicions psicològiques que atribuïm a persones per justificar la continuïtat identitària, l'estabilitat del comportament i la personalitat de l'individu. Tot i així, els hàbits es consideren disposicions psicològiques apreses de l'experiència i modificables al llarg de la vida. Per contra, els trets serien disposicions comportamentals pre-configurades en l'herència dels individus i gairebé immodificables (fixes).
Exemples de tret: responsabilitat, inestabilitat, ansietat, extraversió, intel·ligència, etc.
McCrae i Costa conclouen que els trets de personalitat tenen una gran càrrega genètica,, sense que això imposi, necessàriament, un reduccionisme en les seves respectives interpretacions de la personalitat entesa com una estructura de tret. (Jayme, M 2015).
Classificació de les diferents perspectives dels trets segons com entenen aquests autors dit terme
| VISIÓ IDEOGRÀFICA | VISIÓ UNIDIMENSIONAL | VISIÓ MULTIDIMENSIONAL |
| --- | --- | --- |
| -Tots els trets determinen una estructuració personal per a cada individu. -La personalitat s'entén dins de cada individu independent. -Allport. | -Estudia i analitza un tret en concret que resulta destacable pel funcionament general de la personalitat . -Auto concepte. | -Tots els humans coincidim en els mateixos trets i ens diferenciem per la combinació d'aquests. -Els factors de l'auto concepte es troben relacionats entre si. -Cattell, Eysennck, McCrae i Costa |

## Tret en Psicologia
Tant en psicologia diferencial com en psicologia de la personalitat, és essencial conèixer el concepte de tret. Aquest, s'entén com a unitat d'anàlisi de les diferències individuals que representa una agrupació d'hàbits i es refereix a conductes que es produeixen amb independència de la situació i del temps.
No és el temps la variable que indueix canvis en l'individu, sinó els processos que tenen lloc al llarg d'aquest. Té diferents definicions, ja que ha estat treballat per molts autors que l'han explicat de maneres diferents.
La definició de tret pot variar, però fa referència a una atribut psicològic que sempre ha de tenir les següents propietats:
- Té efectes amplis sobre la conducta, els sentiments, motivacions i pensaments.
- Consistència trans-situacional (presents a totes les situacions tot i que la seva expressió difereixi entre situacions).
- Universalitat: són presents a tots els individus de la població.
- És estable al llarg del temps (variables latents, fixes i invariables).

Avui dia s'accepta que els trets:
1. Són útils com a unitats bàsiques d'anàlisi de la personalitat i descriuen regularitats de la conducta (són descriptors i categories bàsiques de les diferències individuals). Es poden descompondre en unitats més petites.
2. Els psicòlegs de la personalitat han de desenvolupar maneres de mesurar els trets, descriure el seu desenvolupament i determinar si són útils per a donar una explicació satisfactòria de les diferències individuals en diferents contextos, ja que són els que definiran aquest concepte. Per alguns autors, el tret és una unitat d'observació, descriptiva; per a d'altres és real, una predisposició a la conducta que la prediu i la explica.
3. No tots tenen la mateixa funció, per exemple, els temperamentals són els que prediuen millor la conducta.
4. S'organitzen de forma jeràrquica (amplis – profunds i específics) i poden ser de naturalesa cognitiva (intel·ligència), emocional (honestedat) o mixta (creativitat).

## Tret i estat
La conducta està determinada pels estímuls que la produeixen, però també pels trets de personalitat i els estats d'ànim. R.B. Cattell va fer sorgir la hipòtesi que les variables de la persona eren moltes i diferents, cada una influïa en la conducta d'acord amb un efecte específic de situació en els trets del subjecte: equació d'especificació (Cattell, 1950; Cattel & Kline, 1982).
Exemple: per una persona tímida i nerviosa, la situació de parlar amb el cap per demanar-li un permís, era diferent a la del subjecte que era segur de si mateix i una mica temerari. L'efecte de la situació influïa més en el primer que en el segon. Però hi obvia que la «persona tímida i nerviosa» amb el seu cap a la feina, no necessàriament és també «tímida i nerviosa» quan a casa discuteix amb els fills o a les trobades del club del qual va ser elegit president.
Entenem tret com una disposició àmplia que agrupa diferents atributs o disposicions més específiques, com ara els hàbits. Té consistència trans-situacional i està definit teòricament. Apareixen en el naixement guiant el nostre comportament i van variant amb el temps. El constructe tret no el podem veure ni palpar, però sabem que hi és.

Entenem per estat d'ànim les reaccions complexes i duradores de naturalesa, que predisposen l'individu a donar respostes immediates congruents amb aquests estats d'ànim, és a dir, respostes relacionades amb el sentiment o emoció de l'individu en aquell moment precís. En serien exemples la tristesa, l'apatia, la fatiga, la por, la culpa, el desig, l'entusiasme, l'enuig, etc).

### Tret o estat
Són disposicionals: faciliten l'execució de la conducta de l'individu però són menys estables i consistents que els trets. La intensitat i el temps en el qual es desenvolupen varia i canvia: depenen simultàniament dels trets psicològics i les situacions que els provoquen. Per exemple, una persona generalment tranquil·la, en un moment determinat pot estar enutjada i comportar-se violentament encara que no sigui el més habitual en ella.